# 특급시
특급시(特級市)는 조선민주주의인민공화국의 행정구역 체계의 하나로, 시와 도 사이에 있으며 도에 속하는 행정 구역이다. 과거에는 라선특급시와 남포특급시, 개성특급시도 존재했다.